# Joseph Krumgold
Joseph Quincy Krumgold, né le 9 avril 1908 et mort le 10 juillet 1980, est un écrivain américain, spécialisé dans les scénarios et la littérature pour enfants. Il a été le premier à remporter à deux reprises la médaille Newbery.

## Biographie
Krumgold est né en 1908 à Jersey City (New Jersey) dans une famille juive et a été plongé dans le monde du cinéma dès son plus jeune âge : son père, Henry, dirigeait des salles de cinéma.
Il est diplômé de l'Université de New York et travaille pour la MGM en tant que scénariste. Il devient plus tard réalisateur de documentaires. Une de ses productions, Adventure in the Bronx (1941), est nommée pour le premier Oscar du meilleur court métrage documentaire.
Il épouse Helen Litwin en 1947 ; ils ont un fils, Adam, et vivent à Greenwich Village puis Hope Township (New Jersey).
Au début des années 1950, il est embauché par le Département d'État des États-Unis pour réaliser un film sur les travailleurs hispaniques dans l'Amérique rurale. Le film sort en 1953 et partage le même titre que son premier roman primé d'une Médaille Newbery, ...And Now Miguel.
Six ans plus tard, Krumgold remporte à nouveau la médaille Newbery pour Onion John, une histoire sur un immigrant excentrique dans une petite ville du New Jersey. Il est nommé sur la liste des Lewis Carroll Shelf Award en 1960.
Krumgold a beaucoup voyagé à travers le monde, vivant dans plusieurs endroits dont la Californie, Paris et Rome. De 1947 à 1951, il vit et travaille en Israël, réalisant des films qui ont marqué la fondation de l'Israël d'aujourd'hui.
Il meurt le 10 juillet 1980, à l'âge de 72 ans, à son domicile de Hope Township.

## Récompenses
- 1954 : Médaille Newbery pour ...And Now Miguel[6]
- 1960 : Médaille Newbery pour Onion John[6]

## Œuvres
Bien que Krumgold soit surtout connu pour ses deux médailles Newbery, il a également écrit d'autres romans et scénarios de films.

### Romans

#### Livres pour enfants
- (en) Sweeney's Adventure, 1942
- (en) ...And Now Miguel, Thomas Y. Crowell Company, 1953
- (en) Onion John, Thomas Y. Crowell Company, 1959
- (en) Henry 3, 1967
- (en) The Most Terrible Turk: A Story of Turkey, 1969

#### Roman pour adultes
- (en) Thanks to Murder, Vanguard Press, 1935

### Cinéma
Sauf indication contraire, il a écrit les scénarios pour les films suivants :
- 1935 : The Lone Wolf Returns de Roy William Neill
- 1936 : Blackmailer de Gordon Wiles
- 1936 : Lady from Nowhere de Gordon Wiles
- 1937 : Join the Marines de Ralph Staub
- 1937 : Jim Hanvey, Detective de Phil Rosen
- 1939 : Main Street Lawyer de Dudley Murphy
- 1940 : The Crooked Road de Phil Rosen
- 1940 : The Phantom Submarine de Charles Barton
- 1941 : Adventure in the Bronx (réalisation et scénario), documentaire de 12 min
- 1942 : Forçats contre espions (Seven Miles from Alcatraz) d'Edward Dmytryk
- 1943 : Swedes in America d'Irving Lerner
- 1943 : The Autobiography of a Jeep, coréalisateur (non crédité) et scénariste, documentaire de 9 min produit pour le United States Office of War Information
- 1948 : Dream No More (réalisation et scénario)
- 1953 : And Now Miguel (réalisation et scénario)
- 1960 : Story of a Family, téléfilm (réalisation et scénario)